# Diocèse de Villa de la Concepción del Río Cuarto
Le diocèse de Villa de la Concepción del Río Cuarto (en latin : Dioecesis Rivi Quarti Immaculatae Conceptionis ; en espagnol : Diócesis de Villa de la Concepción del Río Cuarto) est un diocèse de l'Église catholique en Argentine, suffragant de l'archidiocèse de Córdoba.

## Territoire
Il comprend les départements de la province de Córdoba : General Roca, Juárez Celman, Presidente Roque Sáenz Peña, Río Cuarto ainsi qu'une partie des départements de Marcos Juárez et Unión dont l'autre portion est gérée par le diocèse de Villa María. 
Il possède un territoire d'une superficie de 58 519 km2 divisé en 52 paroisses. Le siège épiscopal est dans la ville de Río Cuarto où se trouve la cathédrale de l'Immaculée-Conception.

## Historique
Le diocèse de Río Cuarto est érigé le 20 avril 1934 par la constitution apostolique Nobilis Argentinae nationis du pape Pie XI en prenant une partie du territoire de l'archidiocèse de Córdoba dont Río Cuarto devient suffragant. Le diocèse prend son nom actuel le 12 juillet 1995. 

## Évêques
- Leopoldo Buteler (13 septembre 1934 - 22 juillet 1961)
- Moisés Julio Blanchoud (6 septembre 1962 - 7 janvier 1984), nommé archevêque de Salta
- Adolfo Roque Esteban Arana (6 août 1984 - 22 avril 1992)
- Ramón Artemio Staffolani (22 avril 1992 - 21 février 2006)
- Eduardo Eliseo Martín (21 février 2006 - 4 juillet 2014), nommé archevêque de Rosario
- Adolfo Armando Uriona, F.D.P, depuis le 4 novembre 2014